# Minerały ciężkie
Minerały ciężkie – grupa minerałów o gęstości właściwej równej lub większej 3 g/cm3
co odróżnia je od pospolitych minerałów skałotwórczych takich jak skalenie (o gęstości od 2,56 g/cm3 do 2,76 g/cm3) czy kwarc (gęstość  2,65 g/cm3).
Minerały ciężkie stanowią grupę składników akcesorycznych skał osadowych, do której należą zarówno minerały skałotwórcze takie jak amfibole, chloryty czy pirokseny jak i minerały akcesoryczne takie jak cyrkon, apatyt, dysten, granaty.

## Identyfikacja minerałów ciężkich w skałach osadowych
Podstawowym sposobem identyfikacji minerałów ciężkich w skałach osadowych jest identyfikacja ich cech optycznych w wykonanych preparatach mikroskopowych przy użyciu mikroskopu polaryzacyjnego. Proces ten poprzedza separacja minerałów z osadu, która bazuje na wykorzystaniu różnicy gęstości minerałów. Proces separacji odbywa się w cieczy ciężkiej (roztwór wody oraz substancji obciążającej ciecz, którą może być np. poliwolframian sodu) o gęstości około 2,84 g/cm3.
| Nikol pojedynczy       | Nikol skrzyżowany                  |
| ---------------------- | ---------------------------------- |
| Barwa, pleochroizm     | Izotropia/anizotropia              |
| Relief, smuga Beckego  | Dwójłomność, barwy interferencyjne |
| Pokrój                 | Kąt wygaszenia światła             |
| Łupliwość              | Zbliźniaczenia, budowa zonalna     |
| Wrostki                | Pokrój, wrostki                    |
| Zmiany i przeobrażenia | Badania konoskopowe                |